# Marguerite Mareuse

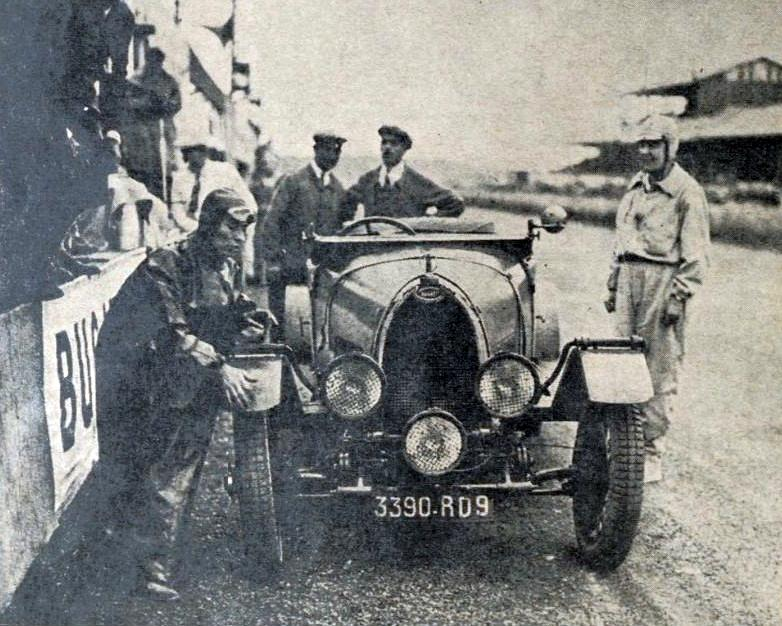
Marguerite Mareuse (rechts) und Odette Siko mit ihrem Bugatti T40, während eines Boxenstopps beim 24-Stunden-Rennen von Le Mans 1930

Marguerite Marie Paule Charlotte Mareuse (* 19. April 1889 in Bègles; † 18. September 1964 in La Chapelle-Gauthier) war eine französische Autorennfahrerin und Rennstallbesitzerin.

## Karriere
Marguerite Mareuse und ihre Landsfrau Odette Siko waren 1930 die ersten Frauen, die beim 24-Stunden-Rennen von Le Mans am Start waren. Die vermögende Mareuse besaß einige Bugattis und war bei ihrem Le-Mans-Debüt bereits 41 Jahre alt. Der Einsatzwagen bei diesem 24-Stunden-Rennen war ein Bugatti T 40, der von Mechanikern ihres kleinen Rennstalls gewartet wurde. Mareuse und Siko platzierten sich an der siebten Stelle der Gesamtwertung und erreichten dabei hinter Kenneth Peacock und Sammy Newsome im Lea-Francis S-Type Hyper den zweiten Rang in der Klasse für Rennwagen bis 1,5 Liter Hubraum sowie den achten Platz im Index of Performance. Die Teilnahme 1931 beendete eine Disqualifikation, da Mareuse entgegen dem geltenden Reglement zu früh nachtanken ließ.
Marguerite Mareuse bestritt ihre Rennen immer in einem roten Rennoverall und war stets um ausreichende Öffentlichkeitsarbeit bemüht. Nicht selten startete sie bei in den 1930er-Jahren populären Frauenrennen. 1933 gewann sie die Damenwertung der Rallye Monte Carlo. Bei der Anreise zur Rallye Monte Carlo 1935 hatte sie einen schweren Unfall, als ihr Peugeot auf einer Landstraße zwischen Umeå und Stockholm mit einem Lastkraftwagen kollidierte. Sie blieb dabei unverletzt. Bei einem Rennunfall im April 1932 beim Großen Preis von Oran im Bugatti T 51 hingegen hatte sie sich Kopfverletzungen zugezogen.
Bei der Sternfahrt nach Monte-Carlo im Jahr 1936 nahm Marguerite Mareuse zusammen mit Frau Hustinx auf einem Hotchkiss teil. Die beiden waren in Athen gestartet und belegten im Damenpokal den dritten Platz. Ihren letzten Renneinsatz hatte sie bei der Rallye Marokko 1937. Mit ihrer Partnerin Anne-Cécile Rose-Itier fuhr sie einen 1500 cm³- Hanomag.

## Statistik

### Le-Mans-Ergebnisse
| Jahr | Team               | Fahrzeug    | Teamkollege | Platzierung     | Ausfallgrund |
| ---- | ------------------ | ----------- | ----------- | --------------- | ------------ |
| 1930 | Marguerite Mareuse | Bugatti T40 | Odette Siko | Rang 7          |              |
| 1931 | Marguerite Mareuse | Bugatti T40 | Odette Siko | disqualifiziert |              |